# GSC1865-1870
GSC1865-1870 — хімічно пекулярна зоря спектрального класу B8, що має видиму зоряну величину в смузі V приблизно 10,4.

## Пекулярний хімічний вміст
Зоряна атмосфера GSC1865-1870 має підвищений вміст 
Si
.